# 文化的自由
文化的自由（ぶんかてきじゆう、英: cultural liberty）は、自由権に見出される人権の一種である。ノーベル経済学賞を受賞した哲学者・経済学者アマルティア・センの意見を参考として、2004年に国際連合開発計画（UNDP）がまとめた『Human Development Report 2004 -Cultural Liberty in Today's Diverse World-（人間開発報告書2004－今日の多様な世界での文化的自由）』のなかで、「個人には持ち得る複数の文化的アイデンティティ（文化同一性）と、それを個人で選択する権利と自由すなわち文化的な自由がある」と報告されたことによって確立された、自由意思（積極的自由）による文化権およびその自己確保の権利と、自身による文化的選択の権利のことを指す。

## 文化の選択
文化的アイデンティティ（生活様式や習慣・言語・宗教など）は生まれた民族や地域・共同体あるいは文化的空間によって一旦は固定されるが（先天的文化環境＝環境決定論）、成長に伴い自我が芽生え知識が蓄積されることで異文化の存在を理解し関心を示すようになる（後天的文化環境）。この段階で第三者に強制・束縛されることなく、自己意識によって好みの文化を選択することが文化的自由である。情報が氾濫する現代社会においては、より選択肢が広がっている（必然的文化伝播）。
国際連合では文化は一元論的に捉えず、複数の選択をすることで幅広く寛容な人格が育成されると説いている。文化的自由を推進することはアカルチュレーションのみならずイノベーションも促進し、持続可能性を引き出すことにもなる。

### 選択の幅
文化の選択に際して、地理的区分であれば、広域性と地域性がベン図のような多重構造になることが望ましく、多層になるほど社会的結束と多様性を伴う文化の自由度があるとされる。
例えば日本人の気質を島国根性（insularism）と揶揄し同一視されるが、実際には県民性があり、遡れば江戸時代の幕藩体制時の地域性に細分され、その中でも気候風土や地質地形のような自然要素によっても差異が現れる（地理的文化の大同小異）。地域差を知ることで、文化的自由の選択肢が増えることになる。
文化の均質化はグローバル化と情報化社会の問題であるが、日本では地方における都市計画や街づくりも画一化し、景観がどこも似たり寄ったりの金太郎飴的な町並みとなっている（one size fits all）。これは空間における文化的自由の選択幅を狭くし、創造性すら否定することになる。まちおこし・地域おこしの際に郷土色を出し、差別化を図ることが重要となる。
また、人格形成に影響するような文化的アイデンティティや高尚なハイカルチャーに対し、日常的な大衆文化やサブカルチャーは趣味趣向の範疇であるが、そこにも文化選択は介在する。趣味は人生を豊かにするものであり、それがカウンターカルチャーであったとしてもそれを選ぶことは文化的自由を享受していることになる。
同様に、日本では服装や髪型の自由があり、日常的に世界のさまざまな料理を味わえることは食文化の自由選択をする機会に恵まれているともとれる。

## 支持基盤

### 国際社会
基本理念は1948年に国連が採択した世界人権宣言において自由権を謳い「自由な人間」を理想に掲げたことを皮切りに、1966年の経済的、社会的及び文化的権利に関する国際規約制定と、1982年の国際連合教育科学文化機関（UNESCO）による文化政策に関するメキシコ宣言第６条「すべての人々の文化的アイデンティティを保証する」との一文が文化的自由を醸成する根幹となった。
1999年の国連グローバル・コンパクトで第一原則に人権が掲げられ、2004年に国際連合人間居住計画（UN-HABITAT）が作成した文化のためのアジェンダ21で第一項目に「文化と人権」が上げられ「個人の尊厳・信条を尊重し文化を継承する」旨が示され、2005年に成立した文化多様性条約に依るところが大きい。
また2012年にはブラジルのリオデジャネイロで開催された国連持続可能な開発会議（リオ＋20）を受け「リオ＋20の文化」が採択され、改めて「文化と人権」が再確認された。
国連では文化的自由を展開するために「情報の自由な流れ」を奨励しており、インターネットの普及による文化情報のボーダーレス化（自由文化作品の定義を参照）は「情報選択の自由」を後押しする。

### 国内通念
日本国憲法が保障する基本的人権は自由権（精神的自由）として思想の自由（19条）・信教の自由（20条）・表現の自由（21条）を定めており、13条で「自由及び幸福追求に対する国民の権利」（幸福追求権）に、22条で居住移転の自由（明文化されてはいないが移動の自由もある）に触れており、これらが文化的自由を担保していると見做される。
衆議院憲法調査会（基本的人権の保障に関する調査小委員会）では、「経済的・社会的・文化的自由」に関する資料をまとめている。

## 知る権利
文化的自由の根幹には知る権利がある。インターネット然り、出版の自由であり、報道の多さである。また、それを支援する社会構造・政策として、公立図書館の運営や新聞など活字文化への軽減税率の導入などが考えられる。
一方で著作権の観点から再販制度や古書店による流通、図書館での新刊貸し出し等の問題が、文化的自由を侵害することになるのか意見が分かれるところである。

## 因習の否定

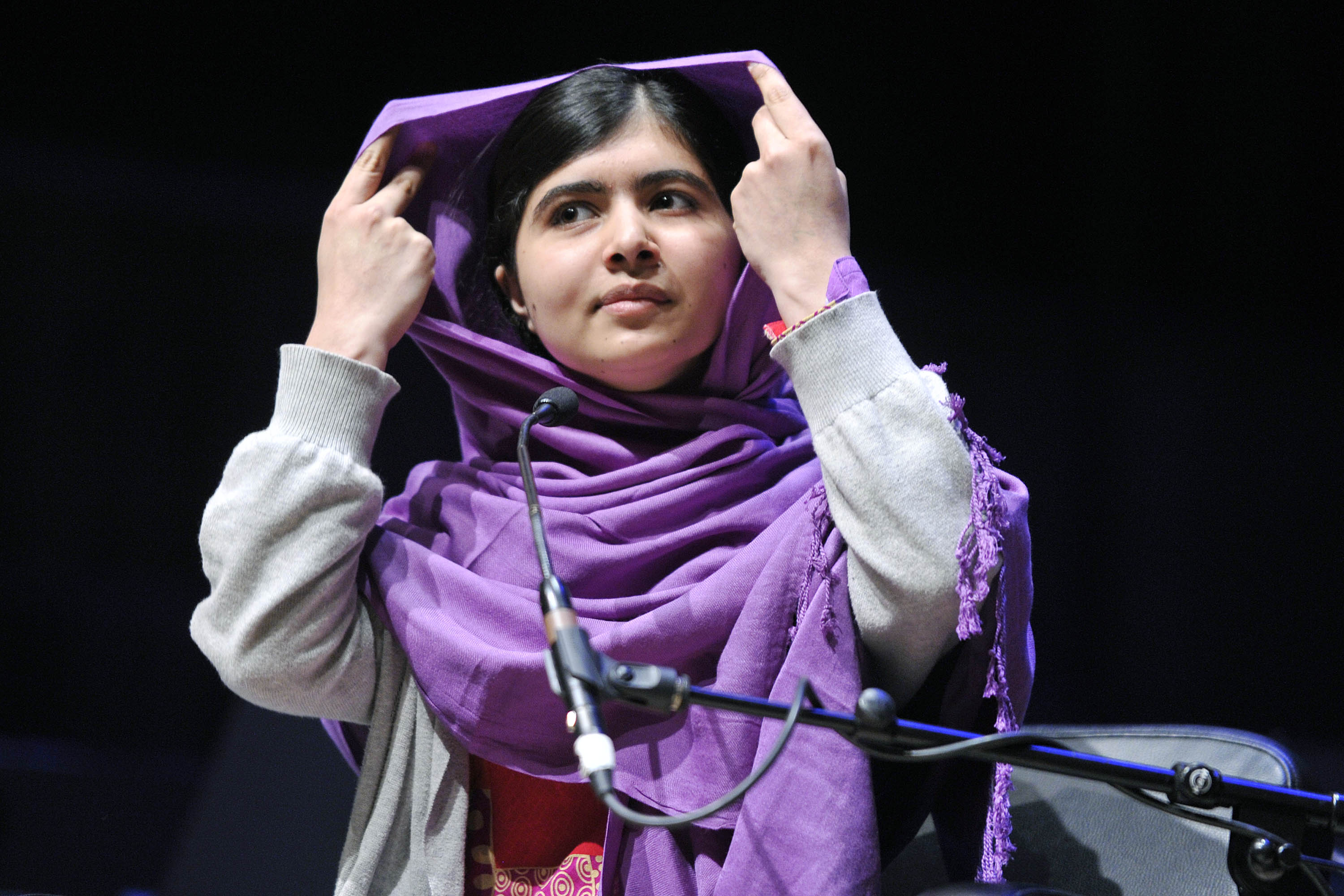
権利を主張するマララ・ユスフザイさんはムスリム戒律は尊重する

伝統文化を保護することは重要だが、イスラム世界での女性差別による女児修学の否定などは文化的自由の選択度を著しく低下させるものであり、国連による女子に対するあらゆる形態の差別の撤廃に関する条約や国際連合児童基金（UNICEF）が児童の権利に関する条約を根拠に改善を試みている。

## 貧困による文化狭小
貧困（特に子どもの貧困）は就学率を抑制するばかりか、多様な文化に接する可能性の芽を摘み文化的自由への機会を軽減するものとして、やはり児童の権利に関する条約に基づく児童労働の撲滅や国際労働機関（ILO）の「持続可能な発展の協力となる鍵～就労」を実践することで貧困の文化（貧困の悪循環）を絶ち切り、文化的生活が営めるゆとりが持てるよう図られている。
また、情報化社会においてはコンピューターを使うことができないデジタル・デバイド（情報格差）が文化的自由を奪い、子供の将来を左右しかねないことが危惧され、開発のための情報通信技術が推進されている。

## 群体内での意識誘導
全体主義・集団主義にみられる団体行動や群集心理あるいは同調圧力といった文化ヘゲモニーは、場合によっては個性を奪い、文化的自由も制限することになる。
また統制社会における情報規制は、選択できる文化の存在を知らしめない罪がある。

## 意図的利用
文化的自由は個々人による選択権だが、政治的に利用されることがある。顕著な例としては、冷戦下におけるアメリカで共産主義に対する自由主義の優越性を誇張するための文化的な自由委員会の設立などが上げられる。
これに対し社会主義陣営では、ノーベル賞作家でソヴィエトに傾倒していたアンドレ・ジッドなどを文化的自由主義者として扱い、「社会主義がもたらした平等下でこそ文化的自由を享受できる」と喧伝させた。

## 拒否する自由

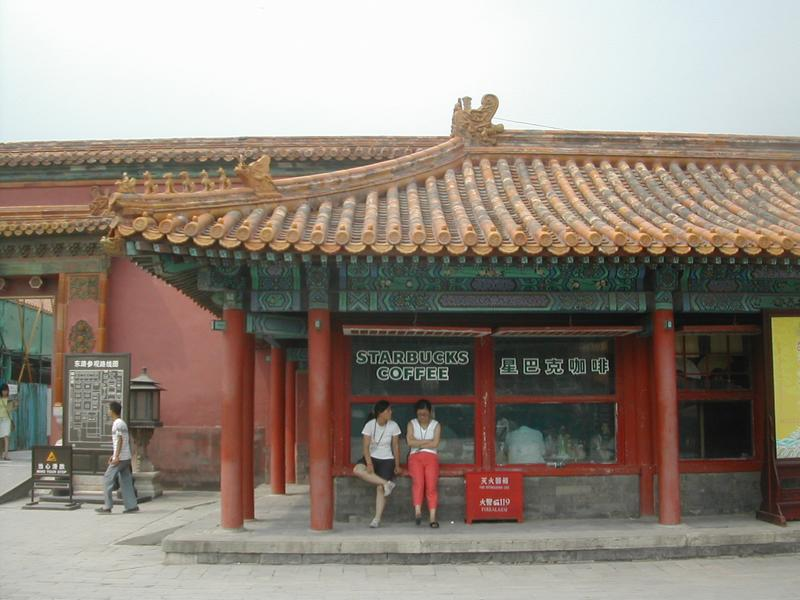
外観意匠にも配慮したがスタバ故宮店は排斥された

文化的自由には趣意に副わない文化を拒否する権利もある。基本的には個人が受け入れなければよいだけだが、紫禁城内にあったスターバックスコーヒーやフランスのディズニーランドパリのように排外主義へと発展する場合もあり、クールジャパンとして輸出した日本文化を文化侵略だとして制限（日本大眾文化流入限制）する事例もある。
但し、文化浄化を行うような文化的自由の権限は誰にもない。

## 自由の不自由
『人間開発計画書』には文化に関する誤解として「人々の民族的アイデンティティと国家への帰属は競合する」とあるが、アマルティア・センはアルンダティ・ロイとの対談の中で母国インドの実状に触れ、「多様な人種による伝統文化とグローバリゼーションやIT化による越境文化拡散が国の統一性を危うくしている」とし、文化擁護や文化間対立を調停する国家や行政機関が無くなれば、文化の継承や自由も失われる恐れを示唆した。自由を極限まで追求した先には、自由さがない殺伐とした不自由な社会がある（破滅的個人主義による文化崩壊）。